# Немец, Евгений Викторович
Евге́ний Ви́кторович Не́мец (19 января 1973) — российский футболист, защитник (ранее — полузащитник).

## Биография
Профессиональную карьеру начал в 1991 году в клубе «Дружба» из Будённовска, в состав которого был заявлен как полузащитник, однако не сыграл ни одного матча. В 1992 году перешёл в клуб «Нива» из города Славянск-на-Кубани, где уже выступал на позиции защитника, провёл 29 матчей в первенстве и 1 игру в Кубке России, после чего, в августе, пополнил ряды «Кубани», в составе которой дебютировал в Высшей лиге России, проведя 2 матча в чемпионате страны.
Однако закрепиться в составе так и не смог, и в 1993 году перешёл в ростовский СКА, где и провёл сезон, сыграв 26 матчей в первенстве и 1 встречу в Кубке. В 1994 году вернулся в «Ниву», где затем выступал до 1997 года, проведя за это время 94 игры и забив 1 гол в первенстве, и ещё 6 встреч сыграв в сезонах Кубка России.